# Nokia Lumia 710
De Nokia Lumia 710 is een smartphone van het Finse bedrijf Nokia. Het is Nokia's tweede toestel met Windows Phone 7.5, die samen met de Lumia 800 in oktober 2011 werd gepresenteerd, en kreeg in 2013 een update naar Windows Phone 7.8. De Lumia 710 is een duurdere variant van de Lumia 610.
De Lumia 710 was beschikbaar in 2 verschillende kleuren: zwart en wit, en kan worden gecombineerd met vijf verschillende kleuren voor de achterkant: zwart, blauw, roze, wit en geel. Er zijn dus 10 verschillende kleurcombinaties, de meeste van alle Lumia's.

## Problemen

### Eerdere problemen
In eerdere versies van de Windows Phone 7.5 software zaten een aantal bugs waardoor het schermtoetsenbord niet toonde bij het selecteren van een tekstvak. Ook waren er in het begin veel problemen dat leidde tot slechte batterijprestaties. Deze problemen zijn al vrij snel verholpen door Nokia en Microsoft met nieuwe updates die de Lumia 710 beter compatibel maken met Windows Phone en de batterijprestaties significant verbeteren.

### Geen upgrade naar Windows Phone 8
Het is niet mogelijk te upgraden naar Windows Phone 8, doordat Windows Phone 7 is gebaseerd op de Windows CE kernel terwijl Windows Phone 8 gebruik maakt van de Windows NT kernel. Door de grote verschillen zijn ook de apps die ontwikkeld zijn voor Windows Phone 8 niet compatibel met Windows Phone 7 en ook andersom. Om de gebruikers van Windows Phone 7.0 en 7.5 te compenseren bracht Microsoft Windows Phone 7.8 uit, dat een groot deel van de nieuwe functies van Windows Phone 8 naar Windows Phone 7 bracht.

## Root access
Vanaf 2011 tot en met 2013 werd er door ethisch hacker Rene Lergner, beter bekend onder alias Heathcliff74, een hack ontwikkeld waardoor Windows Phone 7 apparaten konden worden geroot. Via een applicatie genaamd WP7 Root Tools kon de bootloader worden ontgrendeld en werd het dus mogelijk om niet-geautoriseerde code uit te voeren. De ontdekkingen werden goed ontvangen door anderen, zo konden er aanpassingen gemaakt worden die ervoor zorgden dat Windows Phone 7 langer bruikbaar bleef. Zo zijn er een aantal functies die niet naar Windows Phone 7 kwamen toch mogelijk geworden.

## Specificaties
| Modellen                 | Modellen                      | Lumia 710                           |
| Introductie              | Introductie                   | 26 oktober 2011                     |
| Originele OS-versie      | Originele OS-versie           | Windows Phone 7.5                   |
| Hoogste OS-versie        | Hoogste OS-versie             | Windows Phone 7.8                   |
| Productie-codenaam       | Productie-codenaam            | RM-803/809                          |
| Specificaties            | Specificaties                 | Lumia 710                           |
| Afmetingen               | hoogte                        | 119 mm                              |
| Afmetingen               | breedte                       | 62,4 mm                             |
| Afmetingen               | dikte                         | 12,48 mm                            |
| Gewicht (g)              | Gewicht (g)                   | 125,5 g                             |
| Volume (cm3)             | Volume (cm3)                  | 81,1 cm3                            |
| Kleuren achterkant       |                               |                                     |
| Kleuren voorkant         |                               |                                     |
| Verwijderbare achterkant | Verwijderbare achterkant      | Ja                                  |
| Scherm                   | Scherm                        | Lumia 710                           |
| Diagonaal (inch)         | Diagonaal (inch)              | 3.7" (9,40 cm)                      |
| Resolutie (pixels)       | Resolutie (pixels)            | 480×800                             |
| Pixel dichtheid (ppi)    | Pixel dichtheid (ppi)         | 252                                 |
| Schermafmetingen         | hoogte                        | 91,0 mm                             |
| Schermafmetingen         | breedte                       | 53,0 mm                             |
| Screen-to-body-ratio     | Screen-to-body-ratio          | 64,95%                              |
| Kleurweergave            | Kleurdiepte                   | TrueColor 24-bit (16777216 kleuren) |
| Kleurweergave            | DCI-P3-kleurruimte            | Nee                                 |
| ClearBlack polarizer     | ClearBlack polarizer          | Ja                                  |
| Glance scherm            | Glance scherm                 | Gorilla Glass 1                     |
| Gorilla Glass            | Gorilla Glass                 | Nee                                 |
| On-screen taakbalk       | On-screen taakbalk            | Nee                                 |
| Super Sensitive Touch    | Super Sensitive Touch         | Nee                                 |
| Technologie              | Technologie                   | LCD                                 |
| Verversingssnelheid      | Verversingssnelheid           | 60 Hz                               |
| Geheugen/Processor       | Geheugen/Processor            | Lumia 710                           |
| RAM                      | RAM                           | 512 MB                              |
| Opslag                   | Opslag                        | 8 GB                                |
| Uitbreidbaar             | Uitbreidbaar                  | Nee                                 |
| Processor                | System-on-a-chip              | Qualcomm Snapdragon S2 MSM8255      |
| Processor                | Bit                           | 32 bit                              |
| Processor                | Cores                         | Single core                         |
| Processor                | Productie-procedé             | 45 nm                               |
| Processor                | ARM-instructieset             | v7                                  |
| Processor                | Kloksnelheid per core (GHz)   | 1,4                                 |
| GPU                      | GPU                           | Adreno 205                          |
| Connectiviteit           | Connectiviteit                | Lumia 710                           |
| Netwerken                | GSM                           | 850/900/1800/1900                   |
| Netwerken                | UMTS                          | Band 1/2/4/5/8                      |
| Netwerken                | LTE Advanced                  | Geen 4G                             |
| Bluetooth                | Bluetooth                     | 2.1                                 |
| Wifi                     | Wifi                          | b/g/n                               |
| NFC                      | NFC                           | Nee                                 |
| Gps                      | Gps                           | Ja                                  |
| GLONASS                  | GLONASS                       | Nee                                 |
| Sim                      | Aantal Sims                   | 1                                   |
| Sim                      | Grootte                       | Micro-Sim                           |
| Connectoren              | Audio                         | 3,5mm audio jack                    |
| Connectoren              | Opladen/Gegevensoverdracht    | USB Micro-B 2.0                     |
| Connectoren              | Video                         | Nee                                 |
| FM Radio                 | FM Radio                      | Ja                                  |
| Miracast                 | Miracast                      | Nee                                 |
| Digitale TV              | Digitale TV                   | Nee                                 |
| Continuum                | Continuum                     | Nee                                 |
| Batterij                 | Batterij                      | Lumia 710                           |
| Capaciteit (mAh)         | Capaciteit (mAh)              | 1300                                |
| Model                    | Model                         | BP-3L 3,7V                          |
| Verwijderbaar            | Verwijderbaar                 | Ja                                  |
| Qi draadloos opladen     | Qi draadloos opladen          | Nee                                 |
| Batterijvermogen (uur)   | Standby                       | 400                                 |
| Batterijvermogen (uur)   | Muziek playback               | 38                                  |
| Batterijvermogen (uur)   | Video playback                | 6                                   |
| Batterijvermogen (uur)   | Video opname                  | n/a                                 |
| Batterijvermogen (uur)   | Wifi netwerk browsen          | n/a                                 |
| Batterijvermogen (uur)   | 3G netwerk browsen            | n/a                                 |
| Batterijvermogen (uur)   | Beltijd (2G)                  | 6,9                                 |
| Batterijvermogen (uur)   | Beltijd (3G)                  | 7,6                                 |
| Batterijvermogen (uur)   | Beltijd (4G)                  | Geen 4G                             |
| Technologie              | Technologie                   | Lithium-Polymer                     |
| Camera                   | Camera                        | Lumia 710                           |
| Camera aan de voorzijde  | Apertuur                      | Geen Camera                         |
| Camera aan de voorzijde  | Megapixel                     | Geen Camera                         |
| Camera aan de voorzijde  | Videoresolutie                | Geen Camera                         |
| Hoofdcamera              | Autofocus                     | Ja                                  |
| Hoofdcamera              | Apertuur                      | ƒ/2,4                               |
| Hoofdcamera              | 35mm equivalent (mm)          | 28 mm                               |
| Hoofdcamera              | Megapixel                     | 5,0                                 |
| Hoofdcamera              | Sensorgrootte (inch)          | 1/4 (6,35 mm)                       |
| Hoofdcamera              | Videoresolutie                | HD (720×1280) in 30 fps             |
| Hoofdcamera              | Carl Zeiss Optics             | Nee                                 |
| Hoofdcamera              | Zoom                          | 4×                                  |
| Hoofdcamera              | Flits                         | Ja                                  |
| Hoofdcamera              | Optische beeldstabilisatie    | Nee                                 |
| Hoofdcamera              | Cameraknop                    | Ja                                  |
| Hoofdcamera              | Digital Negative image format | Nee                                 |
| Sensoren                 | Sensoren                      | Lumia 710                           |
| Windows Hello            | Vingerafdruk Scanner          | Nee                                 |
| Windows Hello            | Infrarood Iris Scanner        | Nee                                 |
| Microfoons               | Microfoons                    | 2                                   |
| Cortana                  | Cortana ondersteuning         | Nee                                 |
| Cortana                  | “Hey Cortana” oproep          | Nee                                 |
| Accelerometer            | Accelerometer                 | Ja                                  |
| Omgevingslichtdetector   | Omgevingslichtdetector        | Ja                                  |
| Nabijheidssensor         | Nabijheidssensor              | Ja                                  |
| Magnetometer             | Magnetometer                  | Ja                                  |
| Gyroscoop                | Gyroscoop                     | Nee                                 |
| Barometer                | Barometer                     | Nee                                 |
| SensorCore               | SensorCore                    | Nee                                 |

### Modelvarianten
| Naam     | 710        | 710             |
| Model    | RM-803     | RM-809          |
| -------- | ---------- | --------------- |
| Regio    | Globaal    | Latijns-Amerika |
| 3G       | Band 1/2/8 | Band 1/2/4/5    |
| 4G       | Geen 4G    | Geen 4G         |
| NFC      | Nee        | Nee             |
| DTV      | Nee        | Nee             |
| Dual Sim | Nee        | Nee             |